# نبرد نخست مارن
نبرد نخست مارن که با نام معجزه مارن نیز شناخته می‌شود، نبردی در جریان جنگ جهانی اول بود که از ۵ تا ۱۲ سپتامبر ۱۹۱۴ درگرفت. نتیجه این نبرد، پیروزی متفقین بر ارتش آلمان - تحت فرماندهی ژنرال هلموت فون مولتکه - بود. این نبرد بیشترین پیشروی نیروهای آلمانی به داخل خاک فرانسه محسوب می‌شد. آلمانی‌ها در تعقیب ارتش فرانسه به سوی پاریس حرکت کرده و به آن نزدیک شدند. در همین هنگام، ضد حمله نیروهای فرانسوی به همراه نیروهای عملیاتی بریتانیا موفق‌آمیز بود و در نتیجهٔ آن، ارتش آلمان مجبور شد فشار را از روی پاریس برداشته و به سوی منطقه شمال شرقی فرانسه عقب‌نشینی کند. سپس طرفین شروع به سنگرسازی در مناطق تحت اشغال خود نمودند. این مسئله منجر به شروع جنگ در سنگرها گردید که تا اواخر جنگ در ۱۹۱۸ ادامه یافت. نبرد مارن پیروزی استراتژیک مهمی برای متفقین محسوب می‌شد. آنان توانستند تهاجم سنگین آلمان را دفع کرده و آنان را مجبور به جنگ آهسته در سنگرها کنند.

نبرد مارن (The First Battle of the Marne) یکی از سرنوشت‌سازترین نبردهای جنگ جهانی اول بود که از **۵ تا ۱۲ سپتامبر ۱۹۱۴** در شمال شرقی فرانسه رخ داد. این نبرد، اولین تلاش آلمان برای فتح سریع فرانسه از طریق **طرح شلیفن (Schlieffen Plan)** را متوقف کرد و باعث شد جنگ به **جنگی فرسایشی و سنگری** تبدیل شود.

## پیش‌زمینه: طرح شلیفن و حمله آلمان
در آغاز جنگ جهانی اول، آلمان برای پرهیز از جنگ همزمان در دو جبهه (روسیه و فرانسه)، طرح شلیفن را اجرا کرد. این طرح به آلمان امکان می‌داد با حمله سریع و قاطع از طریق **بلژیک بی‌طرف**، ارتش فرانسه را دور بزند، پاریس را تصرف کرده و ظرف چند هفته فرانسه را شکست دهد. این حمله در اوت ۱۹۱۴ آغاز شد. با عبور آلمان از بلژیک، بریتانیا نیز وارد جنگ شد. ارتش‌های آلمان با سرعت زیاد به سمت جنوب فرانسه پیشروی کردند و تا اوایل سپتامبر، تنها حدود ۴۰ کیلومتر با پاریس فاصله داشتند.

## فرصت طلایی برای ضدحمله: اشتباه آلمان
فرمانده آلمانی، **ژنرال مولتکه**، در اجرای طرح شلیفن دچار تغییراتی شد: به‌جای آنکه ارتش آلمان به غرب پاریس چرخیده و حلقه محاصره ببندد، به‌سمت شرق پاریس منحرف شد. این باعث شد **بال راست ارتش آلمان (که اصلی‌ترین نیرو بود)** در موقعیتی آسیب‌پذیر قرار بگیرد، زیرا از جناحین بدون پشتیبانی باقی ماند. همزمان، **ارتش فرانسه به فرماندهی ژوزف جفره (Joffre)** و **نیروهای بریتانیایی به رهبری ژنرال فرنچ** فرصت یافتند برای ضدحمله سازمان‌دهی شوند.

## آغاز نبرد: ۵ سپتامبر ۱۹۱۴
در ۵ سپتامبر، ارتش ششم فرانسه، به فرماندهی ژنرال گالینی، با حمله به جناح راست آلمان نبرد را آغاز کرد. همزمان، نیروی اعزامی بریتانیا (BEF) به خط نبرد وارد شد و حملاتی به جناح‌های آلمانی انجام داد. فرانسه با استفاده از **تاکسی‌های معروف پاریس (taxis of the Marne)** سربازان تازه‌نفس را سریع به جبهه منتقل کرد؛ حرکتی که نماد همبستگی و بسیج عمومی ملت فرانسه شد. آلمان‌ها که انتظار چنین ضدحمله‌ای را نداشتند، دچار آشفتگی شدند.

## تحول نبرد و عقب‌نشینی آلمان
در طول یک هفته نبرد سنگین، آلمان‌ها که خسته و با خطوط تدارکاتی کشیده بودند، نتوانستند در برابر فشار متفقین مقاومت کنند. شکاف بین ارتش اول و دوم آلمان توسط متفقین شناسایی و مورد حمله قرار گرفت. ژنرال مولتکه که در بحران روانی به‌سر می‌برد، فرمان عقب‌نشینی را صادر کرد. در نتیجه، ارتش آلمان از رود مارن عقب‌نشینی کرد و در امتداد رود **آین (Aisne)** خطوط دفاعی جدیدی تشکیل داد.

## پیامدها و اهمیت تاریخی نبرد مارن اول
نبرد مارن، یکی از حیاتی‌ترین نبردهای جنگ جهانی اول بود. اولاً، **پیشروی آلمان را متوقف کرد** و مانع از سقوط سریع فرانسه شد؛ اگر آلمان در این نبرد پیروز می‌شد، ممکن بود جنگ در کمتر از دو ماه پایان یابد. ثانیاً، با توقف مانور و آغاز مواضع دفاعی، **جنگ به جنگی سنگری و فرسایشی** تبدیل شد که تا سال‌ها ادامه یافت. به‌دنبال نبرد مارن، **خطوط سنگر از دریای شمال تا مرز سوئیس** شکل گرفت؛ جبهه‌ای که تا پایان جنگ تقریباً تغییری نکرد.

## تلفات و خسارات
نبرد مارن بسیار خونین بود. تخمین زده می‌شود که **آلمان‌ها حدود ۲۵۰,۰۰۰ نفر** تلفات داشتند و **متفقین (فرانسه و بریتانیا) نیز بیش از ۲۶۰,۰۰۰ نفر** کشته، زخمی یا مفقود دادند. هرچند پیروزی از آن متفقین بود، اما این نبرد آغازگر یک جنگ طولانی و بی‌رحمانه شد که میلیون‌ها نفر را درگیر کرد.